# José Fernández Jiménez
José Fernández Jiménez (Zuheros, Córdoba, 15 de mayo de 1869 – Sevilla, 18 de junio de 1951) fue un político y abogado español de las postrimerías de la Restauración.

## Biografía

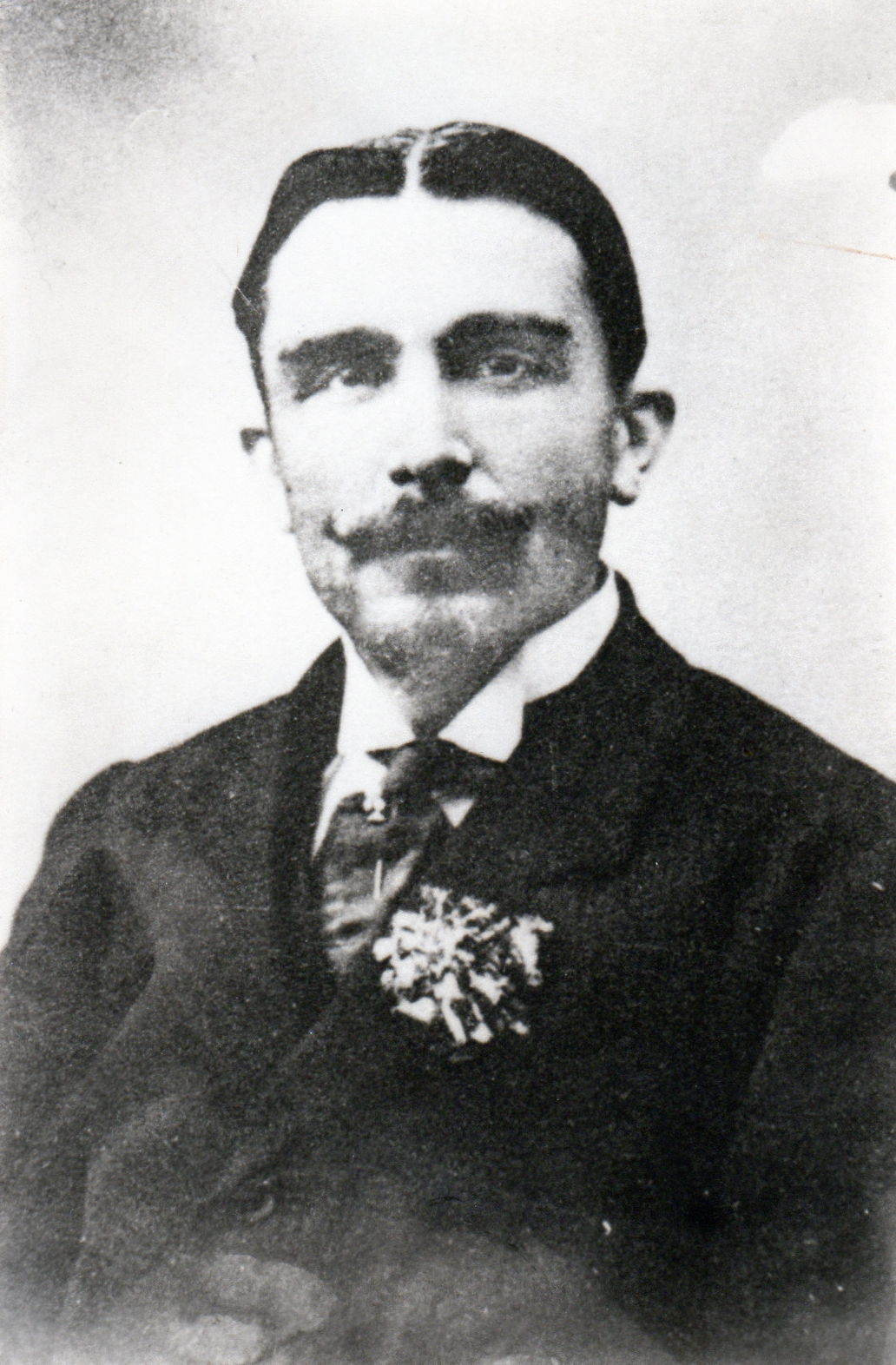
José Fernández Jiménez, 08.03.1903

Nacido en la localidad cordobesa de Zuheros, donde una calle lleva su nombre, a los doce años de edad ingresó en la Escuela Normal Superior de Maestros de la provincia de Córdoba, y en tres años completó sus estudios de maestro, estudios que, al año siguiente, perfeccionó en la Central de Madrid, con la ratificación de su suficiencia, obteniendo lo que pudiéramos llamar el doctorado de profesor de primera enseñanza superior.
Entre sus primeros logros destaca su puesto como director de la Escuela Normal de Magisterio de Córdoba, así como más adelante el cargo de director del Establecimiento de Enseñanza, la obtención de la carrera de derecho en un tiempo récord, incorporándose al Ilustre Colegio de Abogados de Córdoba, y sus éxitos en el ejercicio de la abogacía, así como sus incontables incursiones en el ámbito periodístico e infinidad de trabajos literarios en prosa y verso. Desempeñó además un destacado papel en la prensa local. En 1891 fundó junto a su cuñado, José Castillejo y de la Fuente -primo del prestigioso catedráticoJosé Castillejo Duarte- el diario político independiente El Meridional, y fue también fundador -de nuevo junto a José Castillejo y de la Fuente- y director del semanario literario Revista Meridional.
De su faceta como político destaca su activo papel al frente del partido que él mismo fundó, conocido como el Partido Fernandista, y que tuvo numerosos partidarios en la provincia de Córdoba. Su extensa carrera política le llevó a ocupar el puesto de diputado a Cortes en las legislaturas de 1905, 1910, 1918, 1920 y 1923, primero con el partido Liberal, más tarde con el partido Prietista, y por último junto a los Demócratas Independientes.
En las cinco legislaturas en que sale elegido diputado a Cortes por la circunscripción de Córdoba, por el distrito de Montilla, José Fernández Jiménez coincide con otro político cordobés, Niceto Alcalá-Zamora (principalmente elegido por la circunscripción de Jaén) que pertenece a su círculo íntimo, tanto en la esfera personal como política. De hecho, en 1910 ambos políticos representan al Partido Liberal, en 1918 al Prietista, en 1920 al partido Alcalá-Zamoratista, y en 1923 al Partido Demócrata Independiente. Niceto Alcalá-Zamora encontrará también a un amigo leal y a un noble aliado político en la figura de Federico Fernández de Castillejo, primogénito de José Fernández Jiménez, que continuará la estela política de su padre, mientras que su segundo hijo, José Luis Fernández de Castillejo Jiménez, también abogado, trabajó como joven pasante en el afamado bufete madrileño de Niceto Alcalá-Zamora.
Hombre de reconocida inteligencia y fino dominio de la dialéctica y la oratoria, entre los primeros puestos políticos que ocupó Fernández Jiménez destacan el de concejal del Ayuntamiento de Córdoba y primer teniente de alcalde. Fernández Jiménez llegó a ostentar, además, el cargo de gobernador de Sevilla, para el que fue nombrado en diciembre de 1922 en el gobierno de García Prieto, bajo la monarquía de Alfonso XIII, y el de alcalde interino de Córdoba los primeros meses de 1936 bajo la II República, cargo que se prestó a ocupar, ya prácticamente retirado de la vida política, sustituyendo el 31 de enero a Bernardo Garrido de los Reyes.
A pesar de su avanzada edad, Fernández Jiménez fue encarcelado con motivo del levantamiento de julio de 1936 por Bruno Ibáñez Gálvez, comandante de la Guardia Civil y jefe de Orden Público, más conocido como Don Bruno, que ha pasado a la historia por ejercer, en los primeros meses de la guerra civil, una cruenta represión padecida por la población cordobesa y que se conoce como “el terror de Don Bruno”.

En el retrato que, sobre Fernández Jiménez, traza Antonio Cortés en Semblanza de don José Fernández Jiménez también narra este capítulo de su detención:
(...) Después del golpe del 18 de julio y bajo el régimen del terror impuesto por “Don Bruno”, en Córdoba, el exdiputado, exgobernador y exalcalde, es incomprensiblemente encarcelado ingresando en la cárcel de Córdoba donde fue visitado por su hijo José Luis para que le firmase unos documentos, probablemente una autorización para obtener dinero a cambio de su libertad, pues consta que fue excarcelado. Contaba con 67 años. (...) A partir de ahí el rastro de este infatigable político liberal y diputado cordobés se nos pierde lamentablemente hasta que encontremos alguna otra fuente que nos hable de los últimos años de este soñador incansable, un hombre con fe en sus ideas liberales (...)

## Destierro
Tras el estallido de la guerra civil fue forzado al destierro, primero en Sevilla, donde se instaló durante la contienda, como tantos otros desterrados y desplazados, en el Hotel Inglaterra, más tarde en Cádiz y luego de nuevo en Sevilla, donde residió, en una villa en la calle Porvenir 8, hasta su muerte, acaecida el 18 de junio de 1951. 
Su cuerpo sin vida fue trasladado a Córdoba, siendo su entierro silenciado por los medios franquistas, a pesar de lo cual muchos de sus amigos y numerosos adeptos acudieron a darle el último adiós.
José Fernández Jiménez estaba en posesión de algunas de las máximas condecoraciones españolas como la medalla de Caballero Gran Cruz de Beneficencia, la medalla de Isabel la Católica y la de Alfonso X el Sabio.